# Vachellia drepanolobium
Espèce
Synonymes
- Acacia drepanolobium Harms ex Y. Sjöstedt[2]

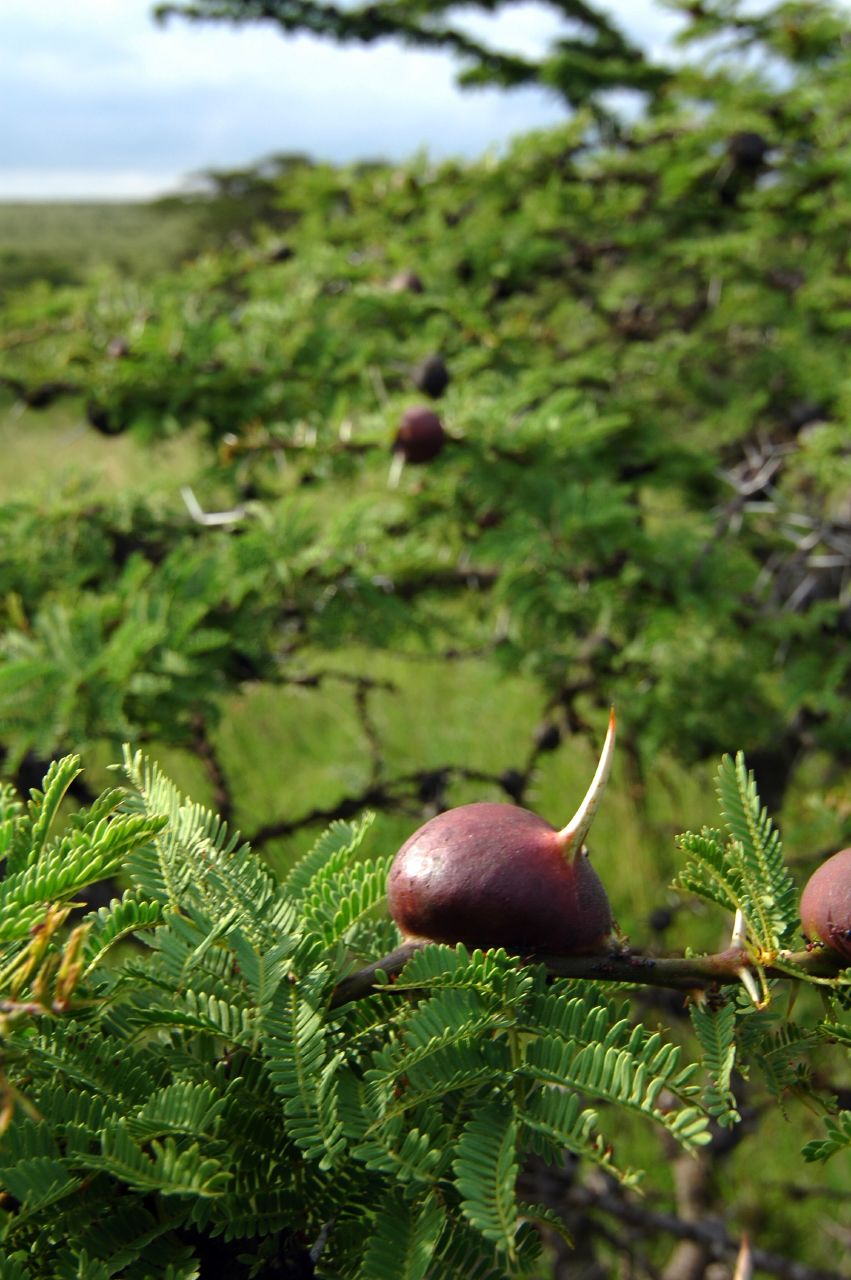
Acacia drepanolobium.

Vachellia drepanolobium (syn. Acacia drepanolobium) est une espèce de plantes à fleurs de la famille des Fabaceae. C'est un arbuste qui croit dans la savane africaine, dans l’Est du continent.
Il a été beaucoup étudié pour ses défenses contre l’herbivorie.

## Description
C’est un arbuste ou un arbre de petite taille (jusqu’à 6 m).

### Défenses contre l'herbivorie
Plusieurs espèces d’acacias ont développé des défenses chimiques (présence de tannins dans les feuilles) et des défenses physiques (épines). Ces défenses sont induites par le taux d’herbivorie que la plante subit. En plus de ces deux protections contre l’herbivorie, A. drepanolobium est aussi en symbiose avec certains types de fourmis agressives qui vont défendre l’arbre.

#### Défenses chimiques
Les défenses chimiques sont des défenses induites importantes dans le monde végétal puisqu’elles peuvent être produites rapidement et/ou être transportées rapidement vers la partie de la plante touchée par l’herbivore. Acacia Drepanolobium est une espèce qui produit des tanins, qui sont une substance chimique dans les feuilles qui sont nocives pour les animaux. Une étude réalisée en 2002 a prouvé qu’un arbre totalement protégé de quelconque broutage synthétisera peu de concentrés tanins. À l’inverse, un arbre très brouté produira de grandes concentrations de tanins.

#### Défenses physiques
Vachellia drepanolobium est un arbre à épines. Les variations du nombre d’épines sur les branches de l’arbre sont reliées au taux d’herbivorie passé. Le taux d’herbivorie va aussi jusqu’à influencer la longueur des épines, qui allongent considérablement lorsque l’arbre est touché par les herbivores. De plus, la longueur des épines n’est pas la même partout dans l’arbre, dépendamment du type d’herbivores. Les grands herbivores (exemple : girafes) vont consommer les feuilles plus hautes et les herbivores plus petits les feuilles plus basses. Un Acacia brouté seulement par des grands herbivores aura des épines plus longues dans le haut de l’arbre, alors que les branches du bas auront des épines significativement plus courtes. L’induction de la croissance des épines a aussi été prouvée comme étant indépendante d’un endroit à l’autre de l’arbre. Donc la croissance des épines n’est pas la même partout sur l’arbre, mais se fait localement, à l’endroit où l’arbre fut consommé,.

#### Symbiose
Plusieurs espèces de fourmis vivent en symbiose avec des espèces d’acacias, dont A. drepanolobium. Les fourmis vivent dans les épines gonflées de ces arbres. Ces espèces apportent donc une niche aux fourmis et celles-ci apportent en retour une défense active de leur hôte contre les herbivores. Il a été démontré que les Acacias qui étaient hôtes de fourmis plus actives avaient un plus gros feuillage que les Acacias hôtes de fourmis moins actives. Un herbivore entrant en contact avec cet arbre va se faire mordre par un essaim de ces fourmis. Toutefois, cette tactique a seulement été prouvée efficace contre les jeunes girafes, qui arrêtaient de manger et s’éloignaient de l’arbre en secouant la tête. Les girafes adultes ne montraient pas de réponse à cette attaque, peut-être pour continuer de profiter du feuillage plus abondant de ces arbres.
Il existe aussi des liens entre chacune des défenses d’Acacia drepanolobium. La concentration de tanins dans les feuilles est positivement corrélée avec la longueur des épines selon une étude réalisée en 2002. Une des hypothèses émises pour expliquer ceci est que la plante qui est touchée par l’herbivorie met son énergie et ses ressources vers la croissance de nouvelles branches/feuilles, et ne se concentre donc pas sur ses défenses. Ceci expliquerait aussi les plus grandes concentrations de tanins dans le haut de l’arbre où aucun animal ne peut atteindre le feuillage. Cette hypothèse soutient aussi le fait que les Acacias qui sont hôtes de fourmis mutualistes ont plus de tanins que ceux qui sont hôtes d’espèces de fourmis non mutualistes.
La forte expansion de la Fourmi à grosse tête (Pheidole megacephala), une espèce envahissante originaire de l'île Maurice, a cependant eu pour effet de réduire les populations des fourmis indigènes (Crematogaster spp.) qui protégeaient les acacias Vachellia drepanolobium, rendant ces arbres vulnérables au broutage des éléphants (Loxodonta africana),,,.